# ذكورة مهيمنة

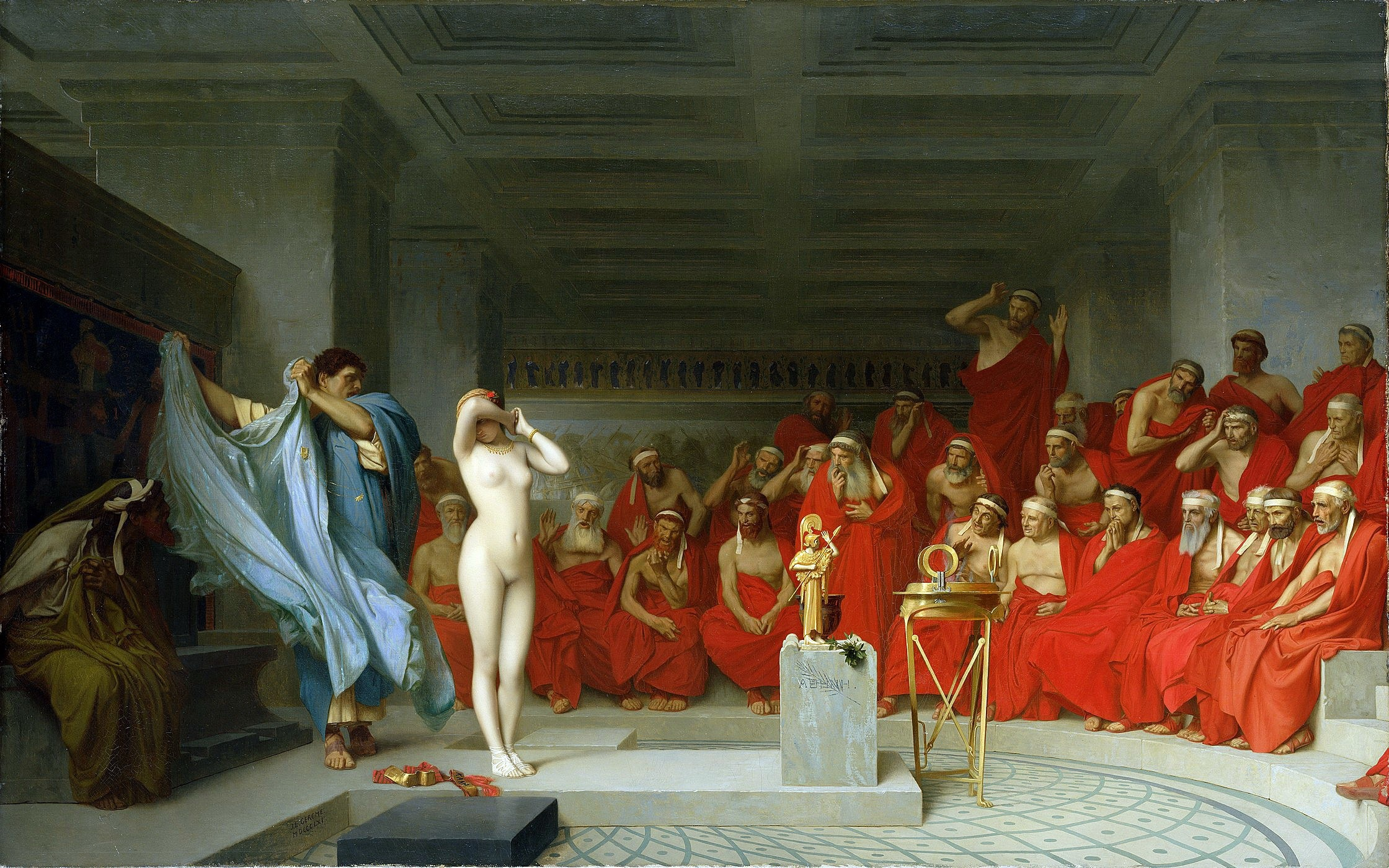
ذكورة مهيمن وهذا فاحشة

في دراسات النوع الاجتماعي، تعتبر الذكورة المهيمنة جزءًا من نظرية ترتيب النوع عند أر دبليو كونيل، والذي تحدد فيه العديد من أنواع الذكورة التي تختلف بحسب الزمن والثقافة والفرد. تُعرَّف الذكورة المهيمنة على أنها ممارسة تضفي الشرعية على مركز الرجل المهيمن في المجتمع وتبرر تبعية عامة السكان من الذكور والنساء، وغيرها من الطرق الهامشية لكونه رجلًا. من الناحية المفاهيمية، تقترح الذكورة المهيمنة شرح كيف ولماذا يحتفظ الرجال بأدوار اجتماعية مهيمنة على النساء، وهويات جندرية أخرى يُنظر إليها على أنها «أنثوية» في مجتمع معين.
كمفهوم في علم الاجتماع، فإن طبيعة الذكورة المهيمنة مستمدة من نظرية الهيمنة الثقافية، من قبل المنظر الماركسي أنطونيو غرامشي، الذي يحلل علاقات النفوذ بين الطبقات الاجتماعية في المجتمع. وفي مصطلح الذكورة المهيمنة تشير صفة الهيمنة إلى الديناميات الثقافية التي من خلالها تطالب مجموعة اجتماعية بمركز قيادي ومهيمن في التسلسل الهرمي الاجتماعي وتحافظ عليه؛ وتجسد الذكورة المهيمنة شكلًا من أشكال التنظيم الاجتماعي جرى تحديها وتغييرها في علم الاجتماع.
تمثل البدايات المفاهيمية للذكورة المهيمنة الشكل المثالي ثقافيًا للرجولة، والذي كان اجتماعيًا وهرميًا بشكل حصري ومهتمًا بكسب العيش؛ وكان مثيرًا للقلق ومتباينًا (داخليًا وهرميًا)؛ ووحشيًا وعنيفًا، وطبيعيًا زائفًا، وقاسيًا، ومتناقضًا نفسيًا، وبالتالي عرضة للأزمات؛ وغنيًا اقتصاديًا ومدعومًا اجتماعيًا. ومع ذلك، انتقد العديد من علماء الاجتماع هذا التعريف للذكورة المهيمنة على أنها نوع شخصية ثابت، ومحدود من الناحية التحليلية، لأنه يستبعد تعقيد الأشكال المختلفة والمتنافسة من الذكورة. وبالتالي، أعيدت صياغة الذكورة المهيمنة لتشمل التسلسل الهرمي للجندر، وجغرافيا التكوينات الذكورية، وعمليات التجسد الاجتماعي، والديناميكيات النفسية والاجتماعية لأنواع الذكورة.
يجادل مؤيدو مفهوم الذكورة المهيمنة بأنه مفيد من الناحية المفاهيمية لفهم العلاقات بين الجنسين، ويمكن تطبيقه على التطور طويل الأمد، والتعليم، وعلم الإجرام، وتمثيلات الذكورة في وسائل الاتصال الجماهيرية، وصحة الرجال والنساء، والهيكل الوظيفي للمنظمات. يجادل النقاد بأنه معياري مغاير، ولا ينمو ذاتيًا، أو يتجاهل الجوانب الإيجابية للذكورة، أو يعتمد على مفهوم أساسي معيب للذكورة، أو غامض جدًا بشكل لا يمكن تطبيقه عمليًا.

## الوصف
يصف تيري كوبرز من معهد رايت مفهوم الذكورة المهيمنة في هذه المصطلحات:
في الثقافة الأمريكية والأوروبية المعاصرة، تعمل [الذكورة المهيمنة] كمعيار يجري على أساسه تعريف «الرجل الحقيقي». ووفقًا لأر دبليو كونيل، الذكورة المهيمنة المعاصرة مبنية على أساسين، الهيمنة على النساء والتسلسل الهرمي للهيمنة بين الذكور. ويتشكل أيضًا إلى حد كبير من خلال وصم المثلية الجنسية. إن الذكورة المهيمنة هي الفكرة النمطية للذكورة التي تشكل التنشئة الاجتماعية للشباب الذكور وتطلعاتهم. تتضمن الذكورة المهيمنة اليوم في الولايات المتحدة الأمريكية وأوروبا درجة عالية من المنافسة القاسية، وعدم القدرة على التعبير عن المشاعر بخلاف الغضب، وعدم الرغبة بالاعتراف بالضعف أو التبعية، والتقليل من قيمة المرأة وجميع الصفات الأنثوية لدى الرجال، ورهاب المثلية، وما إلى ذلك.

### التاريخ
اقترحت كونيل أولًا مفهوم الذكورة المهيمنة في التقارير الميدانية من دراسة عدم المساواة الاجتماعية في المدارس الثانوية الأسترالية؛ وفي مناقشة مفاهيمية ذات صلة حول تكوين الذكورية وتجارب أجساد الرجال؛ وفي نقاش حول دور الرجال في سياسة العمل الأسترالية. نُظمت هذه المقدمات في مقال انتقد الإنتاج الفكري «لدور الجنس الذكوري» واقترحت نموذجًا للذكورية المتعددة وعلاقات النفوذ. ودُمج هذا النموذج في نظرية اجتماعية منهجية للجندر. وأصبحت الصفحات الست الناتجة في كتاب الجندر والنفوذ بقلم أر دبليو كونيل حول «الذكورة المهيمنة والأنوثة المؤكدة» المصدر الأكثر ذكرًا لمفهوم الذكورة المهيمنة. ويستمد هذا المفهوم جذوره النظرية من مصطلح غرامشي الهيمنة حيث استُخدم لفهم استقرار العلاقات الطبقية. ثم نُقلت الفكرة إلى مشكلة العلاقات بين الجنسين.
تستمد الرجولة المهيمنة بعض جذورها التاريخية من كل من مجالات علم النفس الاجتماعي وعلم الاجتماع، مما ساهم في الأدبيات أو الإنتاج الفكري حول دور الجنس الذكوري، والذي بدأ بالتعرف على الطبيعة الاجتماعية للذكورة وإمكانيات التغيير في سلوك الرجال. سبقت هذه الأدبيات حركة تحرير المرأة والنظريات النسوية للنظام الأبوي التي لعبت أيضًا دورًا قويًا في تشكيل مفهوم الذكورة المهيمنة. وقد وجدت المفاهيم الأساسية للنفوذ والاختلاف في حركة تحرير المثليين التي لم تسعَ فقط إلى تحليل اضطهاد الرجال ولكن أيضًا الاضطهاد الذي يمارسه الرجال. استمرت فكرة التسلسل الهرمي للذكورية هذه منذ ذلك الحين وأثرت بشدة على إعادة صياغة المفهوم.
لعب البحث الاجتماعي التجريبي أيضًا دورًا مهمًا باعتباره مجموعة متنامية من الدراسات الميدانية الموثقة للتسلسل الهرمي المحلي للجندر والثقافات المحلية للذكورية في المدارس، وأماكن العمل التي يسيطر عليها الذكور، والمجتمعات القروية. أخيرًا، تأثر المفهوم بالتحليل النفسي. أنتج سيغموند فرويد السير الذاتية التحليلية الأولى للرجال وأظهر كيف أن شخصية البالغين كانت نظامًا تحت التوتر، ونشر المحلل النفسي روبرت جيه ستولر مفهوم الهوية الجندرية ورسم تباينها في نمو الأولاد.

### الإطار الأصلي
يُعرف الشكل المعياري الخاص للذكورة والذي هو أكثر الطرق تكريمًا لكونك رجلًا، والذي يتطلب من جميع الرجال الآخرين وضع أنفسهم في إطاره، باسم الذكورة المهيمنة. في الأصل، كانت الذكورة المهيمنة تُفهم على أنها نمط الممارسة الذي سمح باستمرار سيطرة الرجال على النساء. في المجتمع الغربي، كان الشكل السائد للذكورة أو النموذج الثقافي للرجولة يعكس في المقام الأول الذكور البيض، والمغايرين جنسيًا، والذكور من الطبقة المتوسطة إلى حد كبير. اقترحت مُثُل الرجولة التي تتبناها الذكورة المهيمنة عددًا من الخصائص التي يجري تشجيع الرجال على استيعابها في قوانينهم الشخصية والتي تشكل أساسًا لنصوص السلوك الذكورية. وتشمل هذه الخصائص: العنف والعدوان، والرواقية (ضبط النفس العاطفي)، والشجاعة، والصلابة، والقوة البدنية، والألعاب الرياضية، والمخاطرة، والمغامرة، والبحث عن الإثارة، والتنافسية، والإنجاز والنجاح. ومع ذلك، فإن الذكورة المهيمنة ليست مهيمنة تمامًا، لأنها موجودة فقط فيما يتعلق بأشكال الذكورة غير المهيمنة والخاضعة. والمثال الأكثر بروزًا على هذا النهج في المجتمع الأوروبي والأمريكي المعاصر هو هيمنة الرجال المغايرين وخضوع الرجال المثليين. وقد تجلى ذلك في الإقصاء السياسي والثقافي، والعنف القانوني، وعنف الشوارع، والتمييز الاقتصادي. كانت ذكورة المثليين هي الذكورة الأكثر خضوعًا خلال هذه الفترة الزمنية، ولكنها لم تكن الوحيدة. وإن الرجال والأولاد المغايرين جنسيًا الذين لديهم صفات أنثوية معرضون لخطر الازدراء أيضًا.
الذكورة المهيمنة ليست معيارية بالمعنى العددي، إذ أن أقلية صغيرة فقط من الرجال قد تشرعها، ولا معيارية بالمعنى الفعلي، لأن المثال الثقافي للذكورة غالبًا ما يكون شخصية خيالية، مثل جون واين أو جون رامبو. قد لا تكون الرجولة المهيمنة هي النمط الأكثر شيوعًا في الحياة اليومية للرجال. ويمكن للهيمنة أن تعمل من خلال تشكيل نماذج للذكورة، رموز لها سلطة ثقافية على الرغم من حقيقة أن معظم الرجال والفتيان لا يستطيعون تحقيق هذه النماذج بالكامل. تفرض الذكورة المهيمنة مجموعة مثالية من السمات التي تنص على أن الرجل لا يمكن أن يكون غير أنثوي بما فيه الكفاية. وبالتالي، فإن تحقيق الذكورة المهيمنة بالكامل يصبح مثالًا بعيد المنال.
كان التواطؤ مع الخصائص الذكورية المذكورة أعلاه سمة رئيسية أخرى للإطار الأصلي للذكورة المهيمنة. ومع ذلك، بما أن الرجال يستفيدون من العائد الأبوي، فإنهم يستفيدون عمومًا من التبعية الشاملة للمرأة. ولكن لا يمكن تعريف التواطؤ بسهولة على أنه تبعية خالصة لأن الزواج والأبوة والحياة المجتمعية غالبًا ما تنطوي على تنازلات واسعة النطاق مع النساء بدلًا من الهيمنة البسيطة عليهن. وبهذه الطريقة لا تُكتسب الهيمنة بالضرورة من خلال الوسائل العنيفة أو الإجبار، ولكنها تتحقق من خلال الثقافة والمؤسسات والإقناع.
يخلق تفاعل الجندر مع الطبقة والعرق علاقات أكثر شمولًا بين الذكورية. مثلًا، أعادت تكنولوجيا المعلومات الجديدة تعريف ذكورية الطبقة الوسطى وذكورية الطبقة العاملة بطرق مختلفة. وفي سياق عرقي، تدعم الذكورية المهيمنة بين البيض القمع المؤسسي والإرهاب الجسدي اللذين شكلا تكوين الذكورة في المجتمعات السوداء. لقد جرى اقتراح أن الجماعات المكبوتة تاريخيًا مثل الذكور الأمريكيين من أصل أفريقي في المدن الداخلية تظهر المعايير الأكثر عنفًا للذكورة المهيمنة ردًا على التبعية وعدم السيطرة. وترتبط فكرة التهميش هذه دائمًا بما تسمح به المجموعة المهيمنة، وبالتالي تخلق مجموعات فرعية من الذكورة المهيمنة على أساس التسلسل الهرمي الاجتماعي القائم.